# Le Martyr de Bougival
Pour plus de détails, voir Fiche technique et Distribution.
Le Martyr de Bougival est un film français réalisé par Jean Loubignac et sorti en 1949.
C'est le dernier film où apparait le comique troupier Bach (Charles-Joseph Pasquier).

## Synopsis
Jules, souffleur aux Folies Bergère découvre sous un tas de charbon, le cadavre d'une femme sans tête. Injustement soupçonné par le juge d'instruction, il avoue être l'auteur du crime, pour impressionner Irma, une danseuse dont il est épris. Il sera heureusement sauvé grâce à la sagacité de l'inspecteur Foucher.

## Fiche technique
- Réalisation : Jean Loubignac
- Scénario : Jean Guitton d'après sa pièce Et la police n'en savait rien
- Décors : Raymond Druart
- Photographie : René Colas
- Musique : Marceau Van Hoorebecke
- Montage : Raymonde Battini
- Son : Fernand Janisse
- Production : Optimax Films
- Pays de production :  France
- Format : Noir et blanc - 1,37:1 - 35 mm - Son mono
- Genre : Comédie policière
- Durée : 110 minutes
- Date de sortie : 
  - France - 3 novembre 1949
- Affiche : Roger Cartier (France)

## Distribution
- Jeanne Fusier-Gir : Maître Brigitte, avocate
- Simone Michels : Irma
- Line Dariel : Victorine
- Simone Paris : Arlette
- Maguy Horiot : la bonne
- Bach (Charles-Joseph Pasquier) : Jules, le souffleur
- Roland Armontel : le juge d'instruction
- Alexandre Rignault : l'inspecteur Foucher
- René Lacourt : Modeste
- Jacques Berlioz : Brachard
- Paul Raysse : Lippman
- Raphaël Patorni : Mareuil
- Nicolas Amato : le brigadier
- Gérard Saint-Val : un inspecteur